# Pierre Somchine Nginn
Pierre Somchine Nginn (en lao: ສົມຈິນ ງິນ ; 1892-1981) est un écrivain laotien. Né à Luang Prabang, il publie en 1944 La Statuette merveilleuse (ພຣະພຸທຮູບສັກສິດ), ce qui fait de lui le premier écrivain lao moderne, selon l'écrivain laotien (ອຸທິນ ບຸນຍາວົງ)  Outhine Bounyavong.

## Biographie
Pierre Somchine est le fils de François Nginn qui avait participé à la mission de 1892 d'Auguste Pavie, Vice-Consul de France.
Après avoir étudié à Saïgon et à Paris, il débuta en 1909 dans l'Enseignement Primaire. Par la suite il exerça des fonctions de plus en plus importantes. En 1949 il est Directeur des Services Nationaux de l'Information, de la Propagande et de la Presse au Laos.
Il a aussi publié des vers en langue française : Dok Champa (ດອກຈຳປາ) (1961).
Il fut membre fondateur du Comité Littéraire Lao (ກັມມະການວັນນະຄະດີລາວ), fondé en 1948, et transformé en 1970 par décret royal en Académie Royale du Laos (ຣາຊບັນດິດສະພາລາວ). Il présida ces deux institutions de 1952 à 1975.
Pierre Somchine Nginn avait entrepris un travail de traduction du patrimoine littéraire lao en français. Ainsi, avec (ຫຍຸຍ ອະໄພ)Thao Nhouy Abhay il donna une traduction abrégée du poème épique Sinsay  de (ສັງສິນໄຊ ໂດຍ ປາງຄຳ) Pangkham (1965) et du récit en vers de l'histoire de Chanthakhat (ຈັນທະຄາດ) (1966).

## Œuvres
- Syllabaire laotien (Méthode de langue laotienne à l'usage des Écoles du Laos). Hanoi : Imprimerie d'Extrême-Orient, 1917
- La Statuette merveilleuse (Roman populaire en laotien). Éditions du Lao Nhay, 1944
- Méthode pratique d'écriture laotienne (Romanisation). Éditions du Lao Nhay, 1949
- Recueil de chansons Lao modernes / Musique notée par le R.P.CUISY. Vientiane : Imprimerie du Gouvernement Royal, 1950
- Politesse lao (en laotien). Éditions du Lao Nhay, 1959
- Éléments de grammaire laotienne (en français). Éditions du Centre Culturel près l'Ambassade de France au Laos, 1961 (2éd. éditions du Comité Littéraire), 1965
- Les Fêtes profanes et religieuses au Laos (en français). Éditions du Centre Culturel près l'Ambassade de France au Laos, 1961
- Dok Champa (Fleur de Frangipanier) [recueil de poèmes en français]. Imprimerie de Compiègne, 1961 (2éd. Bangkok : Kramol Tiranasar, 1962)
- Politesse lao (en français). Imprimerie de Compiègne, 1963 (Avec la Fondation Asie)
- Politesse lao (en laotien et en français). 1965 (Avec la Fondation Asie)

Traductions
- Sinsay : Chef-d'œuvre de la littérature lao par Pangkham. Fondation Asie, 1965
- Chanthakhat : œuvre littéraire lao. Éditions du Comité Littéraire, 1966.